# Giovanni Battista Tiepolo

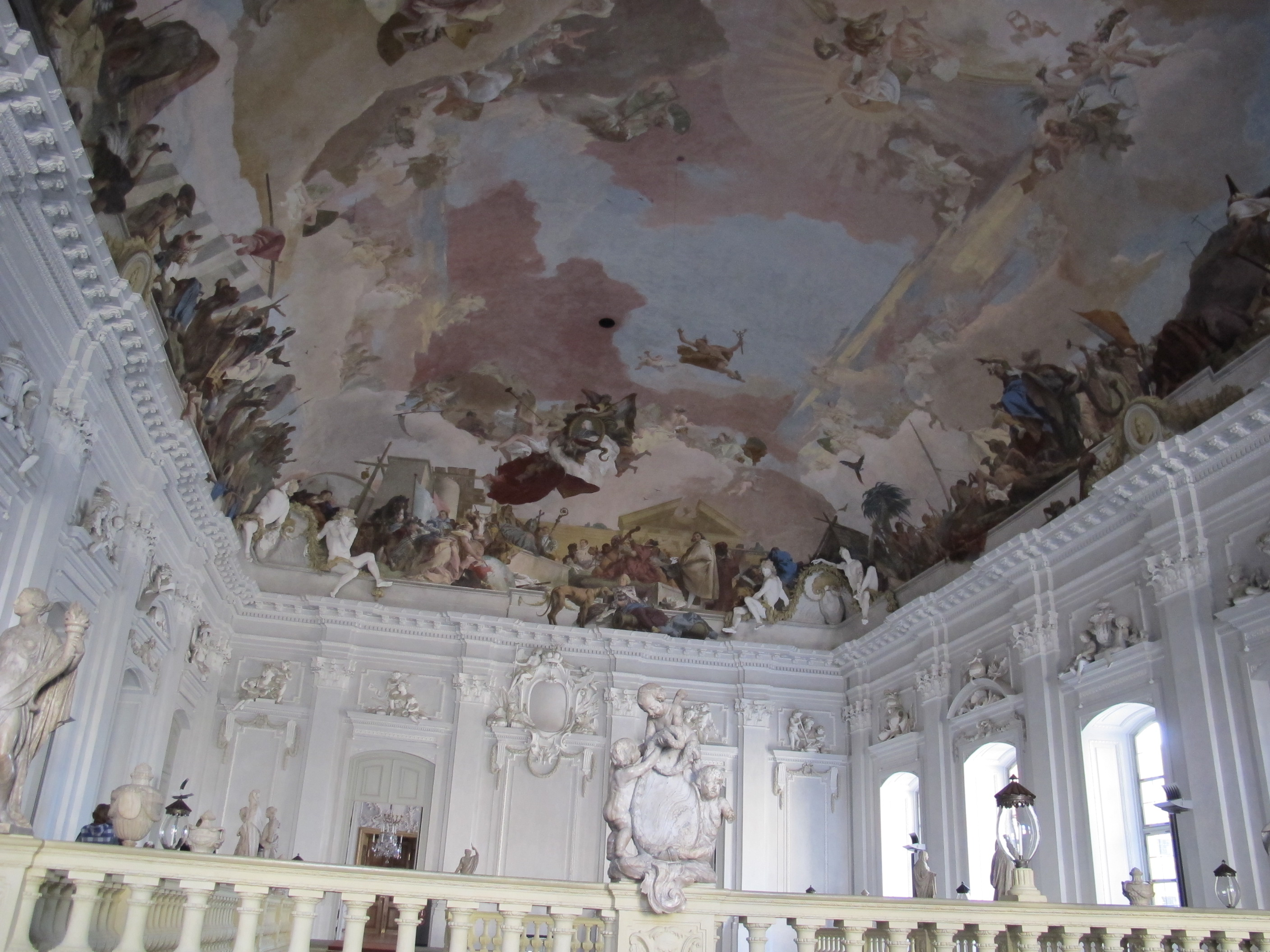
Fresca de tavan (Rezidenţa din Würzburg, Germania)

Giovanni Battista Tiepolo, cunoscut și sub numele Giambattista Tiepolo, (n. 5 martie 1696, Veneția, Republica Veneția – d. 27 martie 1770, Madrid, Madrid⁠(d), Spania) a fost un pictor baroc, tatăl pictorilor Giovanni Domenico Tiepolo și Lorenzo Tiepolo.

## Viața
Giovanni Battista Tiepolo s-a născut în Veneția, fiind al șaselea copil al căpitanului de marină Domenico Tiepolo și al soției sale Orsetta. În timp ce numele de familie aparținea unei clase nobile, tatăl lui Giambattista n-a pretins o descendență nobilă. Viitorul artist a fost botezat în biserica San Pietro di Castello din oraș, sub numele de Giovanni Battista, în onoarea nașului lui, un nobil venețian pe nume Giovanni Battista Dorià. Tatal lui Giovanni Battista a murit la un an după nașterea lui, lăsând-o pe Orsetta într-o situație proastă din punct de vedere financiar.
Giambattista a fost inițial elevul lui Greogorio Lazzarini dar în munca lui este influențat foarte tare de contemporanii mai în vârstă cum ar fi Sebastiano Ricci și Giovanni Battista Piazzetta.
La 19 ani Tiepolo și-a terminat prima mare diplomă, Sacrificiul lui Isac (acum în Academie). A părăsit studioul Lazzarini în 1717 și a fost acceptat în asociația pictorilor “Fraglia”.
În 1719 Tiepolo s-a căsătorit cu Maria Cecilia Guardi, sora unor doi pictori venețieni contemporani Francesco și Giovanni Antonio Guardi. Împreună cu soția sa, Tiepolo a avut 9 copii. Patru fiice și trei fii au supraviețuit copilăriei. Doi dintre fii, Domenico și Lorenzo, au pictat cu el în calitate de asistenți și au realizat o faimă independentă. Al treilea său fiu a devenit preot.

## Opera

### Perioada timpurie

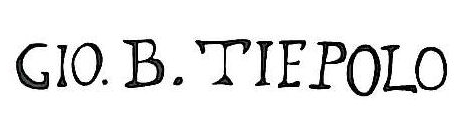
Semnătura pictorului

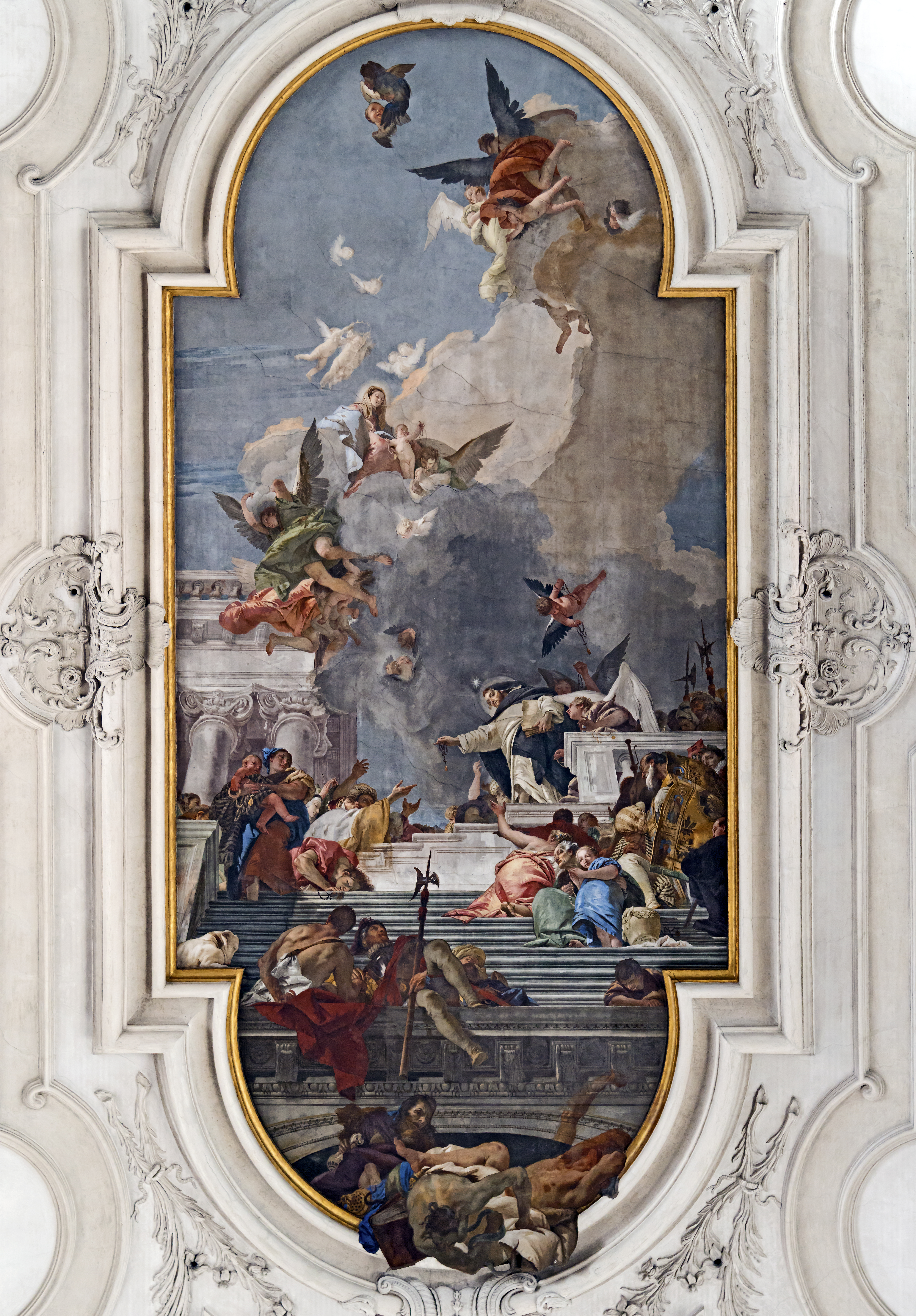
Tavanul pictat de Giovanni Battista Tiepolo pentru biserica dominicanilor din Veneția (I Gesuati)

Un nobil din orașul Friulan, din UDINE, Dionisie Delfino, l-a însărcinat pe tânărul Tiepolo cu decorarea în frescă a capelei și palatului (1726 – 1728). A fost o realizare revoluționară, folosind tonalități deschise inedite și tehnici aerisite. Integrează maniera de tip Sebastiano Ricci în paolesca. Tiepolo s-a distanțat o singură dată de la chiaroscuro tipic stilului Baroc dar a păstrat grandoarea teatrală a Rubens. Este considerat de către mulți ca și un pictor prototip al mișcării decorative italiene Rococo al secolului XVIII-lea.
Prima capodoperă a lui Tiepolo în Veneția a fost un ciclu de pânze enorme pictate pentru a decora o cameră mare de recepție a lui Ca' Dolfin, Veneția (ca. 1726–1729), picturi ce înfățișau bătălii antice și victorii.
A pictat apoi tablouri din pânză pentru biserici ca de exemplu pentru Verolanuova (1735-40), pentru Scuola dei Carmini (1740-47) și Scalzi (1743-44), tavane pentru Palazzi Archinto și Casati-Dugnani în Milano (1731), Capela Colleoni în Bergamo (1732-33), tavan pentru biserica I Gesuati (S. Maria del Rosario) în Veneția, cu tema Sfântul Dominic instituie rozariul (1737-39), Palazzo Clerici, Milano (1740), decorațiuni pentru Villa Cordellini la Montecchio Maggiore (1743-44) și pentru salonul Palazzo Labia, acum un studio de televiziune din Veneția, prezentând Povestea Cleopatrei (1745-50).

### Tiepolo în perioada de apogeu (1750 – 1770)
După 1750, Tiepolo și-a stabilit cu fermitate o reputație de la un capăt la altul al Europei și însoțit de fiul sau Giandomenico a călătorit la Würzburg fiind solicitat de catre Inaltul Episcop Karl Philipp von Greiffenklau în 1750 unde s-a stabilit timp de 3 ani executând picturi pe tavanul rezidenței episcopale. Pictura lui de pe importanta casă a scării este cea mai mare frescă pe tavan din lume (677 mp) și a fost terminată împreună cu fiii săi Giandomenico și Lorenzo. Alegoriile lui despre planete și continente îl înfățișează pe Apollo, îmbarcându-se pe cursa lui zilnică; zeițele din jurul lui simbolizează planetele; figurile alegorice de pe coronament reprezintă cele 4 continente, incluzând și America.
În 1753 s-a întors în Veneția, unde a fost ales Președinte al Academiei Padua. Reputația și faima lucrărilor lui a lăsat multe cereri de comenzi: de exemplu frescele teatrale pentru biserici; Triumful Credinței pentru Chiesa della Pietà, tabloul frescă pentru Ca' Rezzonico (care de asemenea păstrează tavanul frescă din Palazzo Barbarigo) și picturi pentru vilele și casele de vacanță ale nobililor situate în regiunile rurale ale Veneției, ca de exemplu Villa Valmarana (Vicenza), și un mare tavan panegiric pentru vila aproape neocupată Villa Pisani în Stra (la 5 km est de Padova).

### Tiepolo și frescele pentru palatul regal din Madrid
În 1761, Carol al III-lea a ordonat pictorului o mare frescă pe tavan pentru a decora camera tronatului al palatului regal din Madrid. Subiectul panegiric este Apotheosis of Spain. În Spania, a întâmpinat gelozia și asprimea opoziției lui Anton Raphael Mengs. Tiepolo a murit în Madrid la 27 martie 1770.
După moartea sa, s-a ridicat puternic Neoclasicismul iar prăbușirea post-revoluționistă a condus spre declinul încet al stilului Tiepolo dar nu a reușit să lase urme în progresul artistic. După 1772 Tiepolo a fost suficient de faimos pentru a fi desemnat ca pictor de Doge Giovanni Cornaro pentru a pretinde din decorațiunea Palazzo Mocenigo a San Polo.

### Frescele dinRezidența din Würzburg
În timp ce Tiepolo este considerat sfârșitul drumului al pictorilor venețieni olimpici, stilul lui diferă foarte mult de Giorgione, Tițian, Veronese și Tintoretto. Ca și Tițian și Ricci, Tiepolo a fost celebru pictând și în alte regate decât cele de pe insulă. La nu mai mult de trei decenii după moartea lui Tiepolo, lumea din afara Veneției devenea Republica și La Serenissima s-a dezintegrat după câteva bombardări al mitraliilor Napoleonice.
În stil, Tiepolo are mai multe asemănări cu Ricci, Piazzetta, și Federico Bencovich în cea mai fluidă elaborare minuțioasă. Este un Rubens fără umbră. Lucrările sale așezate istoric cuprind o luminozitate regală și decorațiuni pompoase. Este nedrept să-l judecăm pe Tiepolo în calitate de elevi sau urmași slabi, fiul s-a dezvoltat similar dar cu stiluri diferite.
Tiepolo este în principiu cunoscut ca lucrător în frescă, și prin particularitatea panegirică a tavanelor. Acestea au urmat tradiția barocă a lui Pietro da Cortona și Andrea Pozzo, și a participat la deschiderea spațiului închis spre cer cu o panoramă de jos cu compoziții vaste care se îmbină cu ornamentele delicate ale arhitecturii și sculpturii Rocco. Frescele lui cum ar fi Palazzo Valmarana în Vicenza nu numai ca nu au egal în lumea mitologică, dar sunt menite a localiza privitorul în interior. Cel mai timpuriu exemplu al acestuia sunt probabil pânzele pictate în Ca' Dolfin care i-au permis lui Tiepolo să introducă costume exuberante, sculpturi clasice și acțiuni care se vad în diferite cadre în cameră. În primul rând le-a pus în colțuri fiind înconjurate cu fresce cadru.
Altul decât lucrările lui timpurii, este stilul lui diferit față de Baroc, unde întunericul, a închis spațiile luminate cu contrastul mare au fost cunoscute. Lumina zilei a lui Tiepolo a fost de departe accentuată cu o paletă deschis luminată. Stilul lui de perspectivă este remarcabil; în Palazzo Labia Veneția , el a colaborat cu un expert în perspective Girolamo Mengozzi Colonna. Faptul că Colonna este creată de asemenea pentru a pune partea luminoasă spre compoziția pusă în scenă de ficțiune.

### Lucrări importante
- Instituția Rosary (1737-39).
- Tavanul cu frescă în Rezidența din Würzburg, (Germania) (1750-53).
- Sala tronală a palatului Regal al lui Carol al III-lea al Spaniei în Madrid (1761-70).